# Liste der Baudenkmäler in Mülheim an der Ruhr

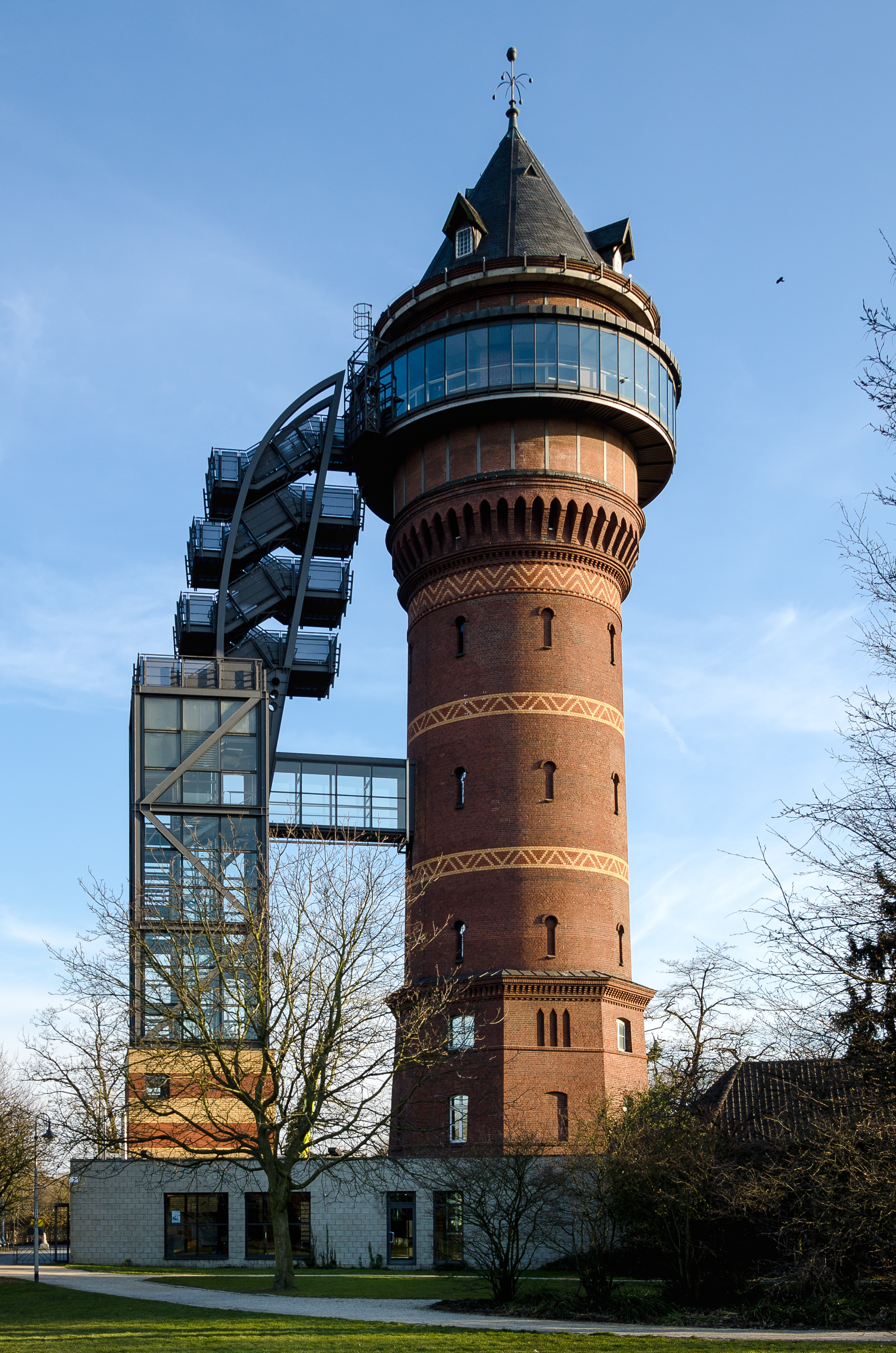
Wasserturm „Aquarius“, heute Wassermuseum, im Stadtteil Styrum, Denkmallisten-Nr. 481

In der Liste der Baudenkmäler in Mülheim an der Ruhr sind alle Baudenkmäler der Stadt Mülheim an der Ruhr in Nordrhein-Westfalen aufgeführt. Grundlage ist die Denkmalliste der Stadt Mülheim an der Ruhr (Stand: 12. Juli 2011).
Die Liste ist nach Stadtteilen sortiert.

## Teillisten
- Liste der Baudenkmäler in Altstadt I (Mülheim an der Ruhr)
- Liste der Baudenkmäler in Altstadt II (Mülheim an der Ruhr)
- Liste der Baudenkmäler in Broich (Mülheim an der Ruhr)
- Liste der Baudenkmäler in Dümpten
- Liste der Baudenkmäler in Heißen
- Liste der Baudenkmäler in Menden-Holthausen
- Liste der Baudenkmäler in Saarn
- Liste der Baudenkmäler in Speldorf
- Liste der Baudenkmäler in Styrum (Mülheim an der Ruhr)

Einzelne Einträge ohne Denkmalnummer (Mehrfache Vorkommen der laufenden Nr. 0) oder Bezeichnung des Denkmaltyps (Laufende Nr. 3, 25, 46, 50, 61, 62, 63, 64, 76, 117, 194, 249, 297, 299, 316, 374, 543, 666, 683, 693) wurden nicht aufgenommen.